# Књижара (ТВ серија)
Књижара (енгл. Black Books, „Црне књиге”) је британска телевизијска комедија ситуације коју су креирали Грејам Линехан и Дилан Моран. Главне улоге у серији играју Моран, Бил Бејли и Темзин Грег. Сценаристи серије су Моран, Линехан, Артур Метјуз, Кевин Сесил и Енди Рајли, а продуцент је Нира Парк. Радња се догађа у књижари под именом „Црне књиге” смештеној у Блумсберију, у центру Лондона, која је у власништву ексцентричног Ирца, Бернарда Блека. Серија је премијерно емитована од 29. септембра 2000. до 15. априла 2004. на каналу Channel 4.
Серија је два пута добила награду БАФТА за најбољу комедију ситуације (2001. и 2005), а добила је и Бронзану ружу на фестивалу у Монтреу 2001. године.

## Синопсис
Бернард Блек је власник мале лондонске књижаре „Црне књиге”. Серија прати животе Бернарда, Менија и Френ. Централна тема је Бернардова личност – он је мрзовољни и мизантропски књижар који презире спољни свет и све људе у њему, осим своје најбоље пријатељице Френ. Она у почетку води продавницу ситница, одмах поред књижаре.
Бернард не показује интересовање ни знање о продаји (нити о било чему осим пића, пушења и читања) и активно избегава било какав контакт с људима, чак и у својој књижари. Често би радије изгубио купца него што би разговарао са њим.
Мени је представљен у првој епизоди као узнемирени књиговођа који улази у књижару тражећи Малу књигу смирености. Током једне пијане ноћи, Бернард му понуди посао продавца и собу изнад књижаре, под условом да води његове књиге. Када се отрезни, Бернард схвата да Менијев оптимизам не одговара његовом начину пословања. Френ, међутим, види да је Мени добар за Бернарда и присиљава га да га задржи.

## Улоге
| Глумац      | Улога           |
| ----------- | --------------- |
| Дилан Моран | Бернард Блек    |
| Бил Бејли   | Мени Бјанко     |
| Темзин Грег | Френ Каценџамер |

## Епизоде
| Сезона | Сезона | Епизоде | Епизоде | Оригинално емитовање | Оригинално емитовање |
| Сезона | Сезона | Епизоде | Епизоде | Премијера            | Финале               |
| ------ | ------ | ------- | ------- | -------------------- | -------------------- |
|        | 1.     | 6       | 6       | 29. септембар 2000.  | 3. новембар 2000.    |
|        | 2.     | 6       | 6       | 1. март 2002.        | 5. април 2002.       |
|        | 3.     | 6       | 6       | 11. март 2004.       | 15. април 2004.      |